# Lista odcinków serialu Kevin Can Wait
Lista odcinków serialu telewizyjnego Kevin Can Wait – emitowanego przez amerykańską stację telewizyjną CBS od 19 września 2016 roku do 7 maja 2018 roku. Powstały dwie serię, które łącznie składają się z 48 odcinków.
| Sezon | Odcinki | Oryginalna emisja w CBS | Oryginalna emisja w CBS |
| Sezon | Odcinki | Premiera sezonu         | Finał sezonu            |
| ----- | ------- | ----------------------- | ----------------------- |
| 1     | 24      | 19 września 2016        | 8 maja 2017             |
| 2     | 24      | 25 września 2017        | 7 maja 2018             |

## Sezon 1 (2016-2017)
| Nr | #  | Tytuł                               | Reżyseria    | Scenariusz                                              | Premiera w CBS       |
| -- | -- | ----------------------------------- | ------------ | ------------------------------------------------------- | -------------------- |
| 1  | 1  | Pilot                               | Andy Fickman | Kevin James, Bruce Helford, Rock Reuben                 | 19 września 2016     |
| 2  | 2  | Sleep Disorder                      | Andy Fickman | Michael Loftus                                          | 26 września 2016     |
| 3  | 3  | Chore Weasel                        | Andy Fickman | Mike Soccio                                             | 3 października 2016  |
| 4  | 4  | Kevin and Donna's Book Club         | Andy Fickman | Heather Flanders                                        | 10 października 2016 |
| 5  | 5  | Kevin's Good Story                  | Andy Fickman | Peter Hoare                                             | 17 października 2016 |
| 6  | 6  | Beat the Parents                    | Andy Fickman | John Cochran                                            | 24 października 2016 |
| 7  | 7  | Hallow-We-Ain't-Home                | Andy Fickman | Bruce Helford                                           | 31 października 2016 |
| 8  | 8  | Who's Better than Us?               | Andy Fickman | Peter Hoare, John Cochran                               | 7 listopada 2016     |
| 9  | 9  | The Power of Positive Drinking      | Andy Fickman | Heather Flanders, John Cochran                          | 14 listopada 2016    |
| 10 | 10 | The Fantastic Pho                   | Andy Fickman | Michael Loftus, Mike Soccio                             | 21 listopada 2016    |
| 11 | 11 | Kevin's Bringing Supper Back        | Andy Fickman | Michael Loftus                                          | 5 grudnia 2016       |
| 12 | 12 | I'll be Home for Christmas... Maybe | Andy Fickman | Peter Correale                                          | 12 grudnia 2016      |
| 13 | 13 | Ring Worm                           | Andy Fickman | Rock Reuben                                             | 2 stycznia 2017      |
| 14 | 14 | Kevin vs. The Dutch Elm             | Andy Fickman | Michael Loftus                                          | 16 stycznia 2017     |
| 15 | 15 | Choke Doubt                         | Andy Fickman | Mike Soccio                                             | 23 stycznia 2017     |
| 16 | 16 | The Back Out                        | Andy Fickman | Kevin James, Rock Reuben                                | 6 lutego 2017        |
| 17 | 17 | Unholy War                          | Andy Fickman | Tony Sheehan                                            | 13 lutego 2017       |
| 18 | 18 | Neighborhood War                    | Andy Fickman | Alex Metz                                               | 20 lutego 2017       |
| 19 | 19 | Showroom Showdown                   | Andy Fickman | Dan Staley                                              | 13 marca 2017        |
| 20 | 20 | Double Date                         | Andy Fickman | Michael Loftus, Mike Soccio                             | 20 marca 2017        |
| 21 | 21 | Kenny Can Wait                      | Andy Fickman | Mike Soccio, Tony Sheehan                               | 10 kwietnia 2017     |
| 22 | 22 | Quiet Diet                          | Andy Fickman | Pete Correale, Peter Hoare                              | 17 kwietnia 2017     |
| 23 | 23 | Sting of Queens: Part One           | Andy Fickman | Peter Hoare, Pete Correale, Mike Soccio, Michael Loftus | 1 maja 2017          |
| 24 | 24 | Sting of Queens: Part Two           | Andy Fickman | Rock Reuben, Tony Sheehan                               | 8 maja 2017          |

## Sezon 2 (2017-2018)
| Nr | #  | Tytuł                            | Reżyseria    | Scenariusz                                        | Premiera w CBS       |
| -- | -- | -------------------------------- | ------------ | ------------------------------------------------- | -------------------- |
| 25 | 1  | Civil Ceremony                   | Andy Fickman | Michael Loftus, Pete Correale, Peter Hoare        | 25 września 2017     |
| 26 | 2  | Business Unusual                 | Andy Fickman | Mike Soccio, Annie Levine, Jon Emerson            | 2 października 2017  |
| 27 | 3  | Kevin Goes Nuts                  | Andy Fickman | Rock Reuben, Heather MacGillivray, Linda Mathious | 9 października 2017  |
| 28 | 4  | Plus One is the Loneliest Number | Andy Fickman | Tom Anderson, Avin Das                            | 16 października 2017 |
| 29 | 5  | Grief Thief                      | Andy Fickman | Mike Soccio, Heather MacGillvray, Linda Mathious  | 23 października 2017 |
| 30 | 6  | The Owl                          | Andy Fickman | Phoef Sutton, Mark Jordan Legan                   | 30 października 2017 |
| 31 | 7  | The Kevin Crown Affair           | Andy Fickman | Michael Loftus, Pete Correale, Peter Hoare        | 6 listopada 2017     |
| 32 | 8  | Slip 'n' Fall                    | Andy Fickman | Dan Staley, Tom Anderson                          | 13 listopada 2017    |
| 33 | 9  | Cooking up a Storm               | Andy Fickman | Dan Staley, Annie Levine, Jonathan Emerson        | 20 listopada 2017    |
| 34 | 10 | Kevin Moves Metal                | Andy Fickman | Peter Hoare, Pere Correale                        | 27 listopada 2017    |
| 35 | 11 | Trainer Wreckę                   | Andy Fickman | Annie Levine, Jonathan Emerson                    | 11 grudnia 2017      |
| 36 | 12 | The Might've Before Christmas    | Andy Fickman | Rock Reuben, Mike Soccio                          | 18 grudnia 2017      |
| 37 | 13 | Monkey Fist Insecurity           | Andy Fickman | Pete Correale, Avin Das                           | 15 stycznia 2018     |
| 38 | 14 | Monkey Fist Insecurity           | Andy Fickman | Pete Correale, Avin Das                           | 22 stycznia 2018     |
| 39 | 15 | Fight or Flight                  | Andy Fickman | Annie Levine, Jonathan Emerson                    | 29 stycznia 2018     |
| 40 | 16 | 40 Under 40                      | Andy Fickman | Mike Soccio, Heather MacGillvray, Linda Mathious  | 5 lutego 2018        |
| 41 | 17 | Wingmen                          | Andy Fickman | Rock Ruben                                        | 26 lutego 2018       |
| 42 | 18 | The Whole Enchilada              | Andy Fickman | Dan Staley, Tom Anderson                          | 5 marca 2018         |
| 43 | 19 | Delivery Guy                     | Andy Fickman | Alex Metz                                         | 19 marca 2018        |
| 44 | 20 | Forty Seven Candles              | Andy Fickman | Mike Soccio                                       | 26 marca 2018        |
| 45 | 21 | The Smoking Bun                  | Andy Fickman | Mike Soccio, Heather MacGillvray, Linda Mathious  | 9 kwietnia 2018      |
| 46 | 22 | Phat Monkey                      | Andy Fickman | Rock Reuben, Annie Levine, Jonathan Emerson       | 16 kwietnia 2018     |
| 47 | 23 | Brew Ha Ha                       | Andy Fickman | Dan Staley, Tom Anderson                          | 30 kwietnia 2018     |
| 48 | 24 | A Band Done                      | Andy Fickman | Michael Loftus                                    | 7 maja 2018          |